# Südliches Gouvernement
Das Südliche Gouvernement (arabisch المحافظة الجنوبية, DMG al-Muḥāfaẓa al-Ǧanūbīya) ist eines der vier Gouvernements von Bahrain. Die Einwohnerzahl beträgt 305.547 (Stand: Zensus 2020). Laut Schätzungen von 2018 lebten 309.426 Einwohner im Südlichen Gouvernement. Das Gouvernement erstreckt sich über den Süden von Bahrain und schließt die Hawar-Inseln ein. Es besteht vorwiegend aus Wüste und ist das am wenigsten besiedelte Gouvernement des Landes, gleichzeitig ist es das flächenmäßig größte. Besiedelte Flächen befinden sich vorwiegend im Norden des Gebiets, wo es mit der Metropolregion von Manama verschmilzt.

## Geschichte
Das Südliche Gouvernement wurde am 3. Juli 2002 per königlichem Erlass gebildet.